# Army of the Tennessee
Army of the Tennessee var en unionshær i det vestlige operationsområde under den amerikanske borgerkrig. Den var opkaldt efter Tennesseefloden. Den må ikke blandes sammen med den konfødererede Army of Tennessee, som var opkaldt efter delstaten Tennessee.
Army of the Tennessee bestod af divisioner fra militærområdet Cairo i Illinois og militærområdet Missouri, som i en kort periode kaldtes Army of West Tennessee. og derefter Army of the Tennessee. Ulysses S. Grant havde kommandoen over denne hær under de tre navne fra kort efter krigsudbruddet til efter hans sejr i Belejringen af Vicksburg i 1863. Under andre generaler udkæmpede hæren slaget ved Chattanooga, Atlanta kampagnen, Shermans march til havet og Carolina kampagnen til krigens slutning.

## Historie

### Op ad Cumberland og Tennessee floderne
Den 27. december 1861 blev brigadegeneral Ulysses S. Grant udpeget til at lede militærdistriktet Cumberland i militærområdet Missouri. Hæren blev sammensat af enheder fra distriktet og delt i tre divisioner til kampagnen, der skulle støde op ad Cumberland floden og Tennesseefloden. Divisionerne var under kommando af:
- 1. Division Brigadegeneral John A. McClernand
- 2. Division Brigadegeneral Charles Ferguson Smith
- 3. Division Brigadegeneral Lew Wallace

Smiths og McClernands divisioner sejlede op ad Cumberland-floden til Fort Henry. Fortet overgav sig til kontreadmiral Andrew H. Foote, som var chef for den Vestlige Flotille, inden hæren kunne angribe. Nogle få dage senere marcherede to divisioner ved Fort Henry over land til Fort Donelson, hvor Wallaces division, som bestod af nye regimenter, der var sejlet ned ad Tennessee floden, sluttede sig til dem. Slaget ved Fort Donelson begyndte den 12. februar, og garnisonen overgav sig den 16. februar.

### Shiloh og Corinth
Fem dage efter sejren ved Donelson, den 21. februar 1862, fik Grant, som nu var generalmajor, kommandoen over militærdistriktet Vestlige Tennessee. Hans hær blev forstærket med yderligere tre divisioner og blev omdøbt til Army of West Tennessee. Professionel jalousi førte imidlertid Grants overordnede, generalmajor Henry W. Halleck, som havde kommandoen over hele det vestlige militærområde, til at fratage Grant kommandoen, og fra 2. marts til 17. marts havde C.F. Smith den operationelle ledelse. Efter personlig indgriben fra præsident Abraham Lincoln gav Halleck ledelsen tilbage til Grant.
I april kom hæren i sit første rigtige slag under det nye navn i slaget ved Shiloh. På den første dag i slaget kæmpede hæren desperat og led store tab. Det heroiske offer, som Benjamin Prentiss' 6. Division udførte i Hornet's Nest (hvepsereden), tillod resten af hæren at skabe en stærk forsvarslinie og afvise de sidste konfødererede angreb. Den næste dag nåede Army of the Ohio under Don Carlos Buell frem og forstærkede Grant. Med disse styrker og generalmajor Lew Wallaces 3. Division, som ikke havde været i kamp den første dag, gik Grant til modangreb og drev de konfødererede væk fra slagmarken.
Den 30. april 1862 samlede Halleck alle de vestlige hære til en armegruppe med over 10.000 mand fra Army of West Tennessee, Army of the Mississippi og Army of the Ohio, med ham selv som chef. Helleck udpegede Grant som sin næstkommanderende, en stilling uden formelt ansvar. Styrken blev reorganiseret i tre fløje, hvor George H. Thomas havde kommandoen over højre fløj, som bestod af 2., 4., 5. og 6. division i Army of West Tennessee samt Thomas' division fra Army of the Ohio. Grant forblev formelt chef for en hær, som midlertidigt ikke eksisterede i praksis, idet både Halleck og Thomas gav ordrer direkte til divisionscheferne på højre fløj. Efter Belejringen af Corinth blev reorganiseringen annulleret, og Grant fik den reelle ledelse af hæren tilbage den 10. juni.

### Vicksburg
Den 16. oktober 1862 blev hæren overført til militærområdet Tennessee og fik navnet Army of the Tennessee. I december blev hæren reorganiseret i fire korps— XIII, XV, XVI og XVII Korps, som hver bestod af 2 eller 3 divisioner foruden artilleri- og kavalerienheder.
I december 1862 foretog XV korps under Sherman et angreb mod Vicksburg, men blev slået tilbage i Slaget ved Chickasaw Bayou. John A. McClernand benyttede sin politiske indflydelse hos Abraham Lincoln til at få kommandoen over en ekspedition mod Vicksburg og placerede sig selv om en konkurrent til Grant. McClernand fik kommandoen over både sit XIII Korps og Shermans korps. Han omdøbte disse to korps til Army of the Mississippi, og det lykkedes ham at erobre Fort Hindman på Arkansasfloden. Da hans mål blev set som en afledning fra og uden sammenhæng med kampagnen mod Vicksburg, brugte Grant dette som en begrundelse for igen at overtage kommandoen over ekspeditionen, og McClernands styrke blev igen indlemmet i Army of the Tennessee.
I et godt samarbejde med den Vestlige Flotille under David Dixon Porter førte Grant XIII, XV, og XVII Korps gennem Vicksburg-kampagnen, en mesterlig kampagne med manøvrer mod to konfødererede hære. Efter at have erobret Jackson i Mississippi og besejret den konfødererede hær i Slaget ved Champion Hill var Grants indledende angreb på de konfødererede stillinger ved Vicksburg ikke succesfulde, så Grant gav sig modstræbende til at belejre byen. Under belejringen fik hæren betydelige forstærkninger. En division fra den opløste
Army of the Frontier under Francis J. Herron blev tilføjet XVII Korps den 11. juni. To divisioner fra XVI Korps under Cadwallader C. Washburn sluttede sig til den den 12. juni. IX Korps under John G. Parke (8.000 mand fra Ambrose Burnside's Army of the Ohio) sluttede sig til belejringen den 14. juni. Grant udskiftede McClernand som chef for XIII Korps med generalmajor Edward Ord. Byen overgav sig den 4. juli, og generalerne Herron, McPherson og Logan var de første til at føre tropper ind i byen. Straks efter Vicksburgs fald tog Sherman kommandoen over en ekspeditionsstyrke, der bestod af IX, XIII og XV Corps foruden elementer af XVI og XVII Korps. Denne styrke erobrede Jackson den 17. juli og vendte tilbage til Vicksburg kort efter.

### Chattanooga
Efter at William S. Rosecrans' Army of the Cumberland var blevet besejret i Slaget ved Chickamauga, trak den sig tilbage til Chattanooga, hvor den blev belejret af Braxton Braggs konfødererede Army of Tennessee. Grant fik ordre fra Washington til at rejse til Chattanooga, overtage kommandoen over alle styrker dér og bringe forstærkninger frem for at bryde belejringen og besejre Bragg. William T. Sherman overtog kommandoen over Army of the Tennessee og deltog i nogle af kampene dér. Det XV Korps under generalmajor Frank P. Blair, Jr. og 2. Division i XVII Korps, under ledelse af brigadegeneral John E. Smith, angreb højre fløj i Braggs hær den 25. november 1863. I Slaget ved Chattanooga, var Sherman's hær tiltænkt en hovedrolle, men dets angreb lykkedes ikke, og den største ros for at knække den konfødererede front gives i reglen til Army of the Cumberland, som nu var under ledelse af generalmajor George Henry Thomas, som angreb op ad Missionary Ridge.

### Meridian
Efter Chattanooga vendte Sherman tilbage til Vicksburg for at lede en ekspedition med de styrker af Army of the Tennessee, som ikke var overført til Chattanooga. Disse styrker bestod af XVI Korps og hovedparten af XVII Korps. Sherman marcherede ud af Vicksburg og erobrede byen Meridian, Mississippi. Efter at have ødelagt transportknudepunktet dér den 19. februar vendte Sherman tilbage til Vicksburg. Kort tid efter blev hovedparten af disse styrker ligeledes overført til Chattanooga, hvor Army of the Tennessee blev samlet til fremstødet mod Atlanta.

### Atlanta
Nu da Chattanooga var faldet, var der åbnet en vej ind i Konføderationens hjerte – de sydligste stater. Braxton Bragg blev afsat som leder af sin slagne hær og erstattet af general Joseph E. Johnston. Ulysses S. Grant blev forfremmet til generalløjtnant og fik kommandoen over alle Unionens hære i marts 1864. Sherman overtog kommandoen over Militærdivisionen Mississippi, som omfattede alle hærene i det vestlige operationsområde. Kommandoen over Army of the Tennessee blev givet til generalmajor James B. McPherson, som var startet i krigen som oberstløjtnant og chefingeniør i Grants hær ved Fort Donelson.
Hæren klarede sig godt under McPherson i Atlanta kampagnen, hvor flere kolonner af unionshære under Sherman forsøgte at manøvrere rundt om Johnston. I slaget ved Atlanta den 22. juli 1864 var McPhersons hær hovedmålet for et kraftigt angreb fra Konføderationens styrker under ledelse af generalløjtnant John Bell Hood, som havde erstattet Johnston. McPherson blev dræbt, mens han betragtede kampen. Han blev midlertidigt erstattet af generalmajor John A. Logan og dernæst af generalmajor Oliver O. Howard. Hæren kom sejrrigt igennem kampagnen, og Hood evakuerede Atlanta den 1. september.

### Georgia og Carolina kampagnen
Howard førte Army of the Tennessee i slutningen af krigen. Under Shermans march til havet førte Howard den venstre af de to fløje, som rykkede frem gennem Georgia og til sidst erobrede Savannah. Sherman fortsatte sin ødelæggende march, nu mod nord, i Carolina kampagnen
Howards hær var den højre af tre fløje, som invaderede de to stater. I det sidste større slag,Slaget ved Bentonville, blev hovedparten af kampen ført af Shermans andre hære, men det havde været en fysisk hård kampagne, hvor hærene marcherede 680 km på 50 dage. Den 26. april 1865 overgav general Joseph E. Johnston sig til Sherman med alle hærene i North Carolina, South Carolina, Georgia og Florida. Den 19. maj blev John A. Logan den sidste leder af Army of the Tennessee.

### Nedlæggelse
Militærområdet Tennessee deltog i den store militærparade i Washington DC. Den marcherede som en del af Shermans store Vestlige Hær. Army of the Tennessee blev officielt nedlagt den 1. august 1865.

## Kommandohistorie
District of Cairo
| Chef                               | Fra               | Til              | Større slag                                     |
| ---------------------------------- | ----------------- | ---------------- | ----------------------------------------------- |
| Brigadier General Ulysses S. Grant | 23. december 1861 | 21. februar 1862 | Slaget ved Fort Henry, Slaget ved Fort Donelson |

Army of West Tennessee
| Chef                          | Fra              | Til              | Større slag                           |
| ----------------------------- | ---------------- | ---------------- | ------------------------------------- |
| Generalmajor Ulysses S. Grant | 21. februar 1862 | 30. april 1862   | Slaget ved Shiloh                     |
| Generalmajor Ulysses S. Grant | 30. april 1862   | 10. juni 1862    | Belejringen af Corinth                |
| Generalmajor Ulysses S. Grant | 10. juni 1862    | 24. oktober 1862 | Slaget ved Corinth (kun 2 divisioner) |

Army of the Tennessee
| Chef                            | Fra              | Til              | Større slag                                                                                       |
| ------------------------------- | ---------------- | ---------------- | ------------------------------------------------------------------------------------------------- |
| Generalmajor Ulysses S. Grant   | 16. oktober 1862 | 24. oktober 1863 | Vicksburg kampagnen, Belejringen af Vicksburg                                                     |
| Generalmajor William T. Sherman | 24. oktober 1863 | 26. marts 1864   | Slaget ved Chattanooga, Slaget ved Meridian                                                       |
| Generalmajor James B. McPherson | 26. marts 1864   | 22. juli 1864    | Atlanta kampagnen, Slaget ved Atlanta                                                             |
| Generalmajor John A. Logan      | 22. juli 1864    | 27. juli 1864    | Slaget ved Atlanta                                                                                |
| Generalmajor Oliver O. Howard   | 27. juli 1864    | 19. maj 1865     | Slaget ved Ezra Church, Slaget ved Jonesborough, Shermans march til havet, Slaget ved Bentonville |
| Generalmajor John A. Logan      | 19. maj 1865     | 1. august 1865   |                                                                                                   |

## Eksterne links
- Hærens organisation under borgerkrigen
- Army of the Tennessee Arkiveret 24. februar 2004 hos  Wayback Machine